# Mallodon downesii
Mallodon downesii är en skalbaggsart som beskrevs av Hope 1843. Mallodon downesii ingår i släktet Mallodon och familjen långhorningar.
Artens utbredningsområde är:
- Angola.
- Benin.
- Botswana.
- Burundi.
- Mayotte.
- Gabon.
- São Tomé och Príncipe.
- Kenya.
- Liberia.
- Madagaskar.
- Mali.
- Moçambique.
- Nigeria.
- Rwanda.
- Senegal.
- Sierra Leone.
- Togo.
- Zimbabwe.

Inga underarter finns listade i Catalogue of Life.